# Death Is This Communion
Death Is This Communion è il quarto album del gruppo doom metal statunitense High on Fire.

## Tracce
1. Fury Whip – 6:14
2. Waste of Tiamat – 5:44
3. Death Is This Communion – 8:34
4. Khanrad's Wall – 2:27
5. Turk – 5:03
6. Headhunter – 1:24
7. Rumors of War – 2:51
8. DII – 3:45
9. Cyclopian Scape – 7:30
10. Ethereal – 6:56
11. Return to NOD – 6:18

## Formazione
- Matt Pike – voce, chitarra
- Den Kensel – batteria
- Jeff Matz – basso